# Zwei Herzen und ein Schlag
Zwei Herzen und ein Schlag ist eine musikalische deutsche Liebeskomödie aus dem Jahre 1932 von Wilhelm Thiele mit Lilian Harvey und Wolf Albach-Retty in den Hauptrollen. Dem Film liegt eine Komödie von André Birabeau und Georges Dolley zugrunde.

## Handlung
Jenny Müller ist eine kleine Revuetänzerin mit hochfliegenden Plänen. Ihre Auftritte in dem armseligen Kabarettetablissement „Gerupfter Stieglitz“ reichen ihr nicht mehr, und die Chancen für eine Karriere sind auch gar nicht so schlecht, denn in dem kugelrunden und notorisch gutgelaunten Herzog von Auribeau hat sie nicht nur einen treuen Verehrer, sondern auch einen großherzigen Gönner und Förderer gefunden. Ihr Noch-Ehemann Victor Müller, seines Zeichens Oberkellner in einem eleganten Hotel an der Riviera, kann Jennys Ambitionen nicht nachvollziehen, und zwischen den beiden Jungvermählten gibt es deswegen ständig Streit. Während Jenny als „Ria Bella“ in Paris von einer Künstlerkarriere träumt, hält Victor dies alles nur für hochtrabende Tagträumerei. Jenny gilt allen als süß, aber auch ein wenig verrückt. Sie reist noch einmal zu Victor an die Côte d’Azur, und wieder gerät man sich in die Haare. Jetzt reicht es der Nachwuchskünstlerin, und in einem Anfall von temperamentsbedingtem Zornesausbruch verlangt sie von Victor die Scheidung. Um diese problemlos durchführen zu können, müsse es, so rät es ihr Anwalt, nach dem Schuldprinzip ein Ereignis geben, dass diese Scheidung rechtfertigen könne. Und so schlägt der Rechtsbeistand Jenny vor, ihren Gatten solange zu reizen, bis dieser ihr eine schallende Ohrfeige verpasst.
Trotz allen Bemühens, Victor zu reizen, bis dieser ausrastet, verhält sich Jennys Gatte jedoch außerordentlich diszipliniert und denkt gar nicht daran, seine Frau zu schlagen. Der Oberkellner zeigt sich vielmehr von einer Engelsgeduld, was immer Jenny alias „Ria Bella“ auch anstellt. Daraufhin gibt sie ihr Vorhaben auf und kehrt mit dem Herzog nach Paris zurück, um sich vor Ort mit einem für ihre Karriere wichtigen Künstlermanager zu treffen. Victor, der glaubt, es wäre wohl besser, ein Auge auf seine Jenny zu haben, folgt ihnen. Der Herzog sorgt dafür, dass Victor nicht ohne Einkommen bleibt und verschafft diesem den Posten eines Haushofmeisters. Durch ein Missverständnis sieht sich Victor jedoch genötigt, alles stehen und liegen zu lassen, um an die französische Küste zurückzukehren. Jenny aber liebt ihren Victor noch immer und ist traurig, dass Victor Paris wieder verlassen will. Die große Premiere als „Ria Bella“ in dem schicken Cabaret „Paradiesvogel“ steht bevor. Victors Onkel Moritz will den beiden Jungvermählten helfen, wieder zusammenzukommen und hat es so arrangiert, dass die meisten Premierengäste aus arbeitslosem Hauspersonal besteht. Doch diese Idee erweist sich rasch als katastrophal, denn diese Leute wissen „Rias“ künstlerischen Darbietungen nicht richtig zu würdigen: Man johlt bei ihrem Auftritt, und bald geht alles drunter und drüber. Nun aber erscheint Victor, der es schafft, die Veranstaltung wieder in geeignete Bahnen zu bringen. Jenny und Victor wissen nun endgültig, dass sie für einander bestimmt sind.

## Produktionsnotizen
Zwei Herzen und ein Schlag entstand ab Ende November 1931, die Dreharbeiten wurden am 9. Januar 1932 abgeschlossen. Der Film erlebte seine Weltpremiere am 9. Februar 1932 in Berlin Gloria-Palast. 
Günther Stapenhorst übernahm die Produktionsleitung, Werner Schlichting und Benno von Arent entwarfen die Filmbauten. Komponist Jean Gilbert übernahm auch die musikalische Leitung. Erich Leistner zeichnete für den Ton verantwortlich. Erich von Neusser war Aufnahmeleiter, Horst von Harbou Standfotograf. Günther Anders assistierte Chefkameramann Carl Hoffmann. Die Tänze wurden von Franz Rott einstudiert.
Von diesem Film inszenierte Regisseur Thiele, mit dem des Französischen mächtigen Dialogregisseur Roger Le Bon an seiner Seite, die französischsprachige Version La fille et le garçon. Lilian Harvey spielte von den Hauptdarstellern der deutschen Fassung als einzige erneut ihre Rolle. Den Albach-Retty-Part übernahm Henri Garat, der üblicherweise in Harveys französischsprachigen Filmen die Rollen übernahm, die in den deutschen Fassungen Willy Fritsch gespielt hatte. Diese Version fand ihre Pariser Premiere am 1. März 1932.

## Wissenswertes
Obwohl als festes Ensemblemitglied am weltberühmten Wiener Burgtheater engagiert, löste Hauptdarsteller Albach-Retty für diese Produktion seinen Bühnenvertrag, um sich fortan auf eine Filmkarriere in Deutschland zu fokussieren. An der Seite von Superstar Harvey konnte er sich mit diesem Streifen schlagartig als neuer Filmstar etablieren.
Dieser Film versuchte, weitgehend auf gesprochene Dialoge zu verzichten und diese stattdessen gesungen vortragen zu lassen.
Der Filmtitel soll zwar insinuieren, dass es bei dem „Schlag“ filmromanzengerecht um den Herzschlag geht, tatsächlich handelt es sich dabei jedoch ganz profan um die Ohrfeige, die das Verlangen nach einer Scheidung rechtfertigen soll.

## Musik
Folgende Musiktitel wurden gespielt:
- Das macht Baby alles nur aus Liebe
- Die flotte Liese
- Du wärst was für mich
- Ja, so ein Liebespaar
- Komm, mein Kamerad (Sei ein Kamerad)

## Kritik
Die Österreichische Film-Zeitung schrieb: „Der ganz aus Bewegung, Rhythmus und Musik eingestellte Film ist von Wilhelm Thiele mit außerordentlich glücklicher Hand inszeniert worden und bietet Lilian Harvey reichliche Gelegenheit, ihre Tanzkunst, ihre Grazie und Drolligkeit zu zeigen. (…) Ein wohlwollend schmunzelnder dicker Herzog ist Otto Wallburg, äußerst komisch der lustige alte Page Kurt Liliens.“